# Le Clou (Band)
Le Clou ist eine französisch-deutsch-schottische Cajun-Band.

## Geschichte
Le Clou wurde 1976 von den drei Franzosen Yves Gueit, Michel David und Yannick Monot gegründet und etablierte sich schnell auf der europäischen Folk-Szene. Die Band brachte einem breiten europäischen Publikum die Cajun-Musik näher, einen frankophonen Musikstil aus dem US-Bundesstaat Louisiana, der von Nachfahren aus Kanada eingewanderter französischer Siedler gepflegt wird.
1982 trat der deutsch-armenische Geiger und Gitarrist Johannes Epremian der Gruppe bei. 1986 verließ Yannick Monot die Band.
1995 wurde Le Clou durch den Bassisten Gero Gellert und den Schlagzeuger Ralph Schläger zum Quintett erweitert. 
2017 verließ Michel David die Band und Steve Crawford aus Aberdeen trat der Gruppe bei.

## Diskografie
- 1980: Von Frankreich nach Amerika (LP, Stockfisch Records)
- 1982: Zwei Gesichter (LP, Stockfisch Records)
- 1984: Crème Fraîche (LP, Stockfisch Records)
- 1987: Bal (CD, Moustache Records)
- 1991: Oh! La La! (CD, Moustache Records)
- 1991: Oh! La La / Blues du paradis (Single analog, Moustache Records)
- 1992: Belle Madeleine / Les Pirates (Single analog, Moustache Records)
- 1994: Live (CD, Moustache Records)
- 1996: Chocolat (Single-CD, Moustache Records)
- 1997: Première Décade (CD, Moustache Records)
- 1998: Swamp (CD, Moustache Records)
- 2000: Bayou Moon (CD, Moustache Records)
- 2001: Mississippi Machine (CD, Moustache Records)
- 2005: Vérité (CD, Moustache Records)
- 2007: Live à l’harmonie (CD, Moustache Records)
- 2009: Café Louisiane (CD, Moustache Records)
- 2016: Pierre qui roule (CD, Moustache Records)
- 2022: Pas de soucis (CD, Moustache Records)
- 2022: Printemps Cadien (EP, Moustache Records)
- 2023: Pierre à fusil (EP, Moustache Records)